# 5243 Clasien
5243 Clasien eller 1246 T-2 är en asteroid i huvudbältet som upptäcktes den 29 september 1973 av den nederländsk-amerikanske astronomen Tom Gehrels och det nederländska astronomparet Ingrid van Houten-Groeneveld och Cornelis Johannes van Houten vid Palomarobservatoriet. Den är uppkallad efter Clasien Shane.
Asteroiden har en diameter på ungefär 13 kilometer och den tillhör asteroidgruppen Dora.